# Bunjak
Bunjak är ett berg i Kroatien.   Det ligger i länet Zagrebs län, i den nordöstra delen av landet, 22 km nordost om huvudstaden Zagreb. Toppen på Bunjak är 369 meter över havet.
Terrängen runt Bunjak är kuperad åt nordväst, men åt sydost är den platt. Runt Bunjak är det ganska tätbefolkat, med 90 invånare per kvadratkilometer. Närmaste större samhälle är Sesvete, 14,2 km söder om Bunjak. I omgivningarna runt Bunjak växer i huvudsak lövfällande lövskog.